# Anthony Maas
 

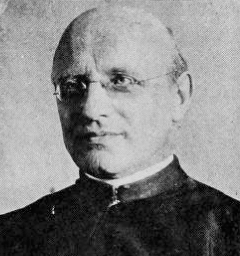
Anthony John Mass

Anthony John Maas, S.J. (1859–1927) foi um notável exegeta católico ou escritor de interpretação crítica das Escrituras.

## Biografia
Anthony Maas nasceu em Bainkhausen, província da Vestfália, Prússia, em 23 de agosto de 1858.  Ele foi educado em escolas públicas e privadas e no ginásio de Arnsberg, na Vestfália, nos escolasticados jesuítas de Manresa, Nova York, no Woodstock College e em Manresa, na Espanha. 
Maas veio para os Estados Unidos, ingressou na Companhia de Jesus em 1877 e foi ordenado em 1887. Foi professor de Escrituras (1891-1905) e prefeito de estudos (1897-1905) em Woodstock, editor assistente do The Messenger em Nova York (1905-1907), reitor do Woodstock College (1907-1912) e provincial da Província Jesuíta de Maryland-Nova Iorque, residente em Nova Ioque (1912-1927). 
Suas obras incluem Life of Christ, Christ in Type and Prophecy  e um comentário, Gospel according to Saint Matthew.  Ele também contribuiu com artigos para a Enciclopédia Católica, como aquele sobre o “Anticristo”.
Ele morreu em Saint Andrew-on-Hudson, Poughkeepsie, Nova York, em 20 de fevereiro de 1927. 